# Cantonul Zagreb
Cantonul Zagreb este una dintre cele 21 unități administrativ-teritoriale de gradul I ale Croației. Are o populație de 209.696 locuitori (2001). Reședința sa este orașul Zagreb. Cuprinde 9 orașe și 25 comune.